# Castillo de Alvito
El Castillo de Alvito, en el Alentejo, está situado en la parroquia y el municipio de Alvito, distrito de  Beja, en Portugal.
Dominando una suave elevación en las llanuras del noroeste de la ciudad de Beja, este monumento asocia la función militar con la de residencia, por lo que algunos autores prefieren clasificarlo como un palacio fortificado.

## Historia

### Antecedentes
Esta región ha sido ocupada desde la época romana, y varios restos arqueológicos son testimonio de ello. Las primeras referencias documentales se encuentran en la donación de estos dominios por parte de Alfonso III de Portugal (1248-1279) a su canciller, Estevão Anes, alrededor de 1255. Alvito acogió al soberano en 1265, obteniendo, según la costumbre, los privilegios inherentes, confirmados por la Carta régia. Por muerte (1279), sin herederos, Estevão Anes legó en testamento a la Orden de la Trinidad, el asentamiento, el castillo y las tierras de Alvito, lo que indica la existencia de una estructura de fortificación anterior en la época.
 D. Dinis (1279-1325) le concedió una carta en 1280, confirmada en 1289. El progreso de la aldea está atestiguado por la institución, en 1296, de una feria anual.

### El castillo medieval
En 1475, Alfonso V de Portugal (1438-1481) concedió el título de Barón de Alvito a João Fernandes da Silveira, un oficial real cuyos descendientes se titularían marqueses. Unos años más tarde, en 1482, Juan II de Portugal (1481-1495) concedió al barón y a su esposa el derecho de construir allí un castillo, concediéndoles el señorío de la ciudad y de los pueblos vecinos.
Este noble recibió nuevas confirmaciones de la licencia real para la construcción del castillo del mismo soberano en 1489 y de Manuel I de Portugal (1495-1521) en 1497. Según una placa epigráfica de la puerta de entrada, las obras del actual castillo habrían comenzado desde 1494, bajo la responsabilidad del 2.º Barón de Alvito, D. Diogo Lopes da Silveira. Se habrían completado en 1504.

### Desde el terremoto de 1755 hasta nuestros días
Como consecuencia del terremoto de 1755, que le causó daños, D. María Bárbara de Menezes promovió los trabajos de restauración y remodelación (1777).
En el contexto de las Guerras Liberales, este castillo fue atacado y dañado en 1834, y más tarde se realizaron nuevas obras de recuperación, en particular de enlucido y pintura. A finales de siglo, en 1887, se firmó una promesa de compra y venta de este castillo, con una cláusula de usufructo hasta la muerte, entre sus propietarios D. José Lobo da Silveira Quaresma y su esposa, D. Carolina Augusta Duarte (que murieron respectivamente en 1917 y 1936), y el futuro rey D. Carlos (1889-1908). Sin embargo, antes de la muerte de los antiguos propietarios, el conjunto había sido vendido al soberano (1897).
En el siglo XX, el castillo fue clasificado como Monumento Nacional por Decreto del 16 de junio de 1910. Tras la instauración de la República, el antiguo soberano Manuel II de Portugal (1908-1910), integró el castillo en el patrimonio de la Casa de Braganza (1915), en el que se entiende hasta hoy.
A partir de 1941, el castillo se consolidó y restauró, con la reconstrucción de las almenas y el yeso, la reparación de los techos y la demolición de los muros de mampostería.
En el contexto de la Revolución de los Claveles, los locales del castillo fueron ocupados por la Comisión de Residentes de Alvito, que en ese momento promovió obras de adaptación en el primer y segundo piso.
Entre 1980 y 1981, se realizaron nuevas intervenciones para reparar las telas de las paredes, los enlucidos, los techos, las puertas y los marcos, así como la reparación de las paredes de las vallas y la colocación de las puertas superiores.
Una vez restauradas, las instalaciones del castillo han sido renovadas, constituyendo desde 1993 uno de los establecimientos de la red de Pousadas de Portugal bajo el nombre de Pousada do Castelo de Alvito.

## Características

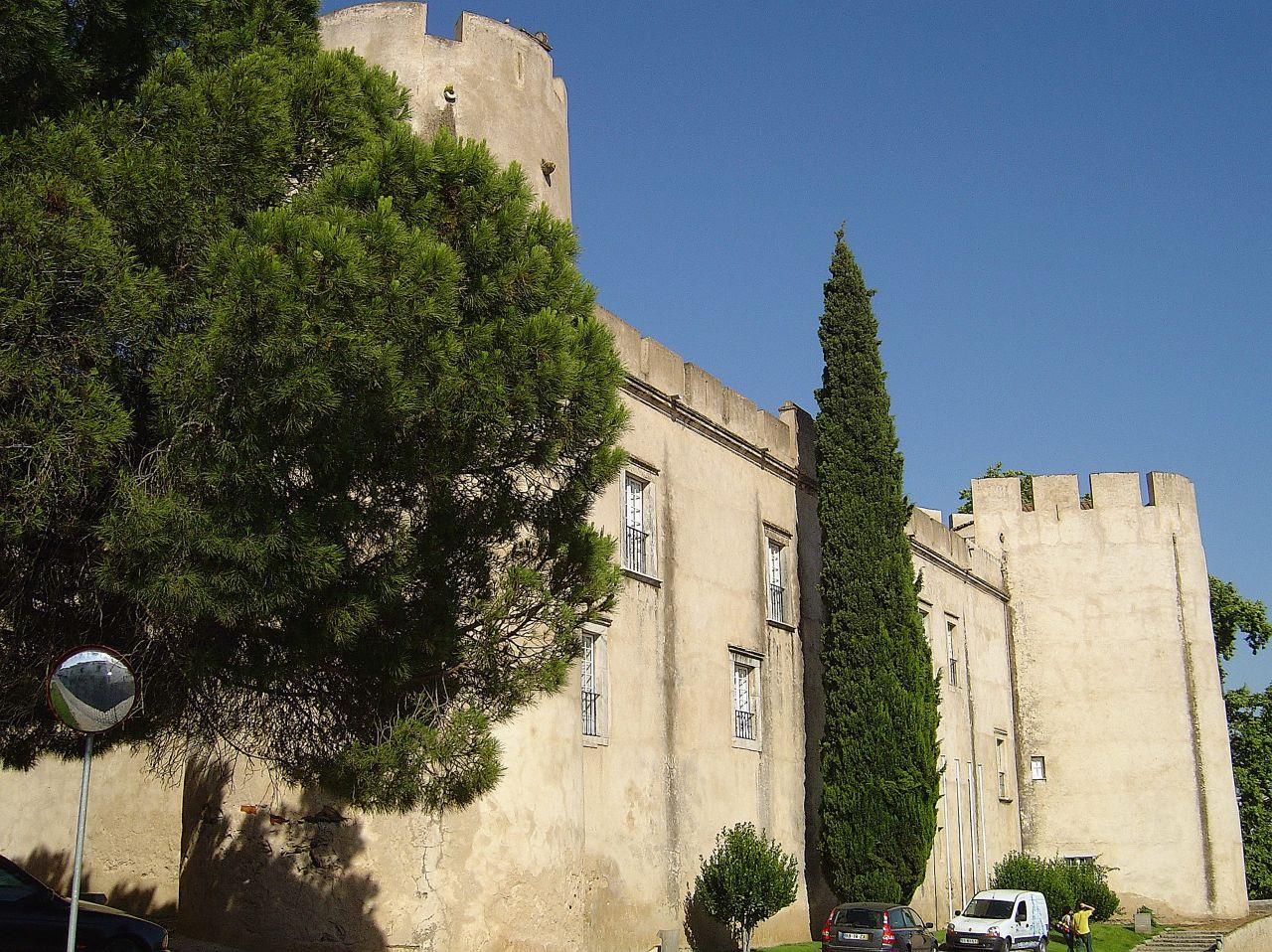
Castillo de Alvito, Portugal: paño de muralla con torres

El castillo se presenta como un edificio mixto de arquitectura militar y residencia palaciega, donde se identifican las influencias islámicas, góticas y manuelinas.
De planta rectangular, con cuatro torres cilíndricas en los vértices, sus lados definen un patio interior donde se levanta la Torre del homenaje, al noroeste, adosada al lienzo de la muralla. La parte superior de los muros está atravesada por un adarve formado por un parapeto levantado con merlones donde se rasgan las seteiras. Las fachadas de mampostería del sureste y del suroeste se caracterizan como las de un palacio; las del noreste y del noroeste como muros que unen las torres. Las características  manuelinas e  islámicas se identifican por algunas ventanas en arco de herradura, con mainel, inscritas en arco conupial, con duelas de ladrillo, y por la decoración naturalista de los capiteles.
La puerta principal, en arco biselado, tiene un epígrafe en la parte superior que informa de que el castillo se inició en el reinado de D. Juan II y terminó en el de D. Manuel I. Originalmente estaba servida por un puente levadizo sobre el foso, accediendo a la plaza de armas donde en el lado sur destaca una escalera que conduce a la llamada Sala dos Veados, la Capilla y las habitaciones de las torres.
La mazmorra, originalmente más alta que el conjunto, tiene una planta cuadrada, en tres pisos: una planta baja y dos pisos superiores, donde las ventanas de rejilla se rasgan en los paramentos.